# Erin Nayler
Erin Nayler (Auckland, 17 april 1992) is een doelvrouw uit Nieuw-Zeeland.

## Statistieken
| Seizoen | Club               | Land      | Competitie | Wedstrijden | Doelpunten |
| ------- | ------------------ | --------- | ---------- | ----------- | ---------- |
| 2016/17 | Sky Blue FC        | USA       | Eredivisie | 0           |            |
| 2016/17 | Olympique Lyonnais | Frankrijk | FD1        | 0           |            |
| 2017/18 | Bordeaux           | Frankrijk | FD1        | 18          |            |
| 2018/19 | Bordeaux           | Frankrijk | FD1        | 16          |            |
| Totaal  | Totaal             | Totaal    | Totaal     | 34          | –          |

Laatste update: jun 2019

## Interlands
In 2010 speelde Nayler met Nieuw-Zeeland O20 tegen Duitsland haar eerste interland. In 2011 speelde ze haar eerste wedstrijd voor het nationale team van Nieuw-Zeeland. In 2011 en 2015 ging ze mee naar het WK vrouwen.
Nayler nam met het Nieuw-Zeelands nationale vrouwenelftal deel aan de Olympische zomerspelen in Rio de Janeiro, 2016.
In 2019 speelde ze op het WK in Frankrijk.

## Privé
Nayler begon met tien jaar met voetbal als keepster. Ze studeerde biologie aan de Massey University in Nieuw-Zeeland.